# Nennius
Nennius fou un monjo gal·lès del segle ix. Tradicionalment se li atribueix l'autoria de la Historia Brittonum, basant-se en el pròleg de l'obra. En aquest llibre, amb un tractament llegendari de la història, hi apareix la primera referència documental del Rei Artús. Aquesta atribució, però, ha estat molt discutida, ja que sembla que la primera referència data del segle xi en una versió traduïda a l'irlandès per Giolla Coemgin.
Nennius fou un deixeble d'Elvodugus, que s'ha identificat històricament amb el bisbe Elfodd de Gwynedd, mort l'any 809.